# Wooden Heart
Wooden Heart ist die englische Adaption des deutschen Volksliedes Muss i denn (zum Städtele hinaus). Die Adaption wird Bert Kaempfert und Kay Twomey zugeschrieben; den englischen Textteil schrieben Fred Wise und Ben Weisman.

## Nummer-eins-Hits

### Elvis Presley

Elvis Presley - Wooden Heart (britische Pressung)

Elvis Presley wurde während seines Wehrdienstes in Deutschland ab 1958 auf Muss i denn ... aufmerksam. Im April 1960 sang er das Lied unter seinem Hausproduzenten Steve Sholes in einer makkaronischen Fassung Wooden Heart mit größtenteils englischem Text ein, wobei indes auch deutsche Passagen aus dem zugrundeliegenden originalen Liedtext vorkommen, die insgesamt etwa ein Drittel des Liedes ausmachen. Presley wurde dabei von Tuba und Orgel begleitet. Als Urheber dieser Bearbeitung sind Fred Wise und Ben Weisman für den Text sowie Kay Twomey und Bert Kaempfert für das Melodiearrangement registriert, wobei das zugrundeliegende deutsche Volkslied naturgemäß sowohl textlich als auch melodisch keinem Urheberrechtsschutz mehr unterlag.
Wooden Heart war zunächst lediglich auf dem zum gleichnamigen Film erschienenen Album G. I. Blues enthalten, das am 1. Oktober 1960 in den USA veröffentlicht wurde. Der Film kam am 23. November 1960 in den USA und am 23. Dezember 1960 in Deutschland als Café Europa in die Kinos. Hierin singt Elvis Wooden Heart im Rahmen der Vorführung eines Kasperletheaters, in der er selbst neben den hölzernen Kasperlepuppen auftritt. Die Plattenfirma RCA Records hatte sich zunächst entschlossen, das Lied in den USA nicht als Single zu veröffentlichen, denn sie war nicht vom Hitpotenzial einer deutschen Polka-Volksweise überzeugt.
Für den europäischen Markt wurde anders entschieden. Teldec hatte das Lied in Lizenz als Vertriebspartner von RCA übernommen und es als Single Mus i denn... / Tonight’s All Right For Love auf den Markt gebracht. Am 26. November 1960 kam die Single in die deutschen Charts, wo sie am 21. Januar 1961 für drei Wochen Platz zwei belegte. Am 9. März 1961 gelangte der Titel in die britischen Charts, in denen er bis auf Rang eins vordrang. Vom 23. März an blieb er dort für sechs Wochen bis Anfang Mai 1961 auf der Spitzenposition. In Deutschland wurde der Titel über 400.000 Mal verkauft, in England gingen mehr als 500.000 Exemplare über die Ladentheke. In den USA wartete man hingegen mit der Veröffentlichung bis November 1964, als das Lied als B-Seite zu der Single Blue Christmas auf den Markt gebracht wurde, die Rang 102 belegte. Elvis Presley wurde bei dieser Aufnahme von Scotty Moore und Tiny Timbrell (Gitarre), Raylf Siegel (Bass), Dudley Brooks (Piano), Jimmie Haskell (Akkordeon), Hoyt Hawkins (Tamburin) und Frank Bode / D. J. Fontana (Schlagzeug) begleitet.

### Joe Dowell

Joe Dowell - Wooden Heart

Während Elvis Presleys Liedinterpretation in den USA wegen angeblich fehlender Vermarktungsaussichten zunächst nicht als Single veröffentlicht wurde, kam der damals für das junge Musiklabel Smash Records tätige Shelby Singleton zu einem anderen Schluss. Er war seit 1959 als Artists-and-Repertoire-Leiter bei Mercury Records angestellt und auch bereits als Produzent tätig gewesen. Als Mercury Records im Februar 1961 für Rock ’n’ Roll, Country, Gospel, Jazz und Importe aus dem Ausland das Sublabel Smash Records gründete, wurde Singleton dessen Geschäftsführer. Eine seiner ersten Produktionen dort war Wooden Heart, wofür er den jungen und damals noch verhältnismäßig wenig bekannten Joe Dowell gewinnen konnte. Dessen erste Aufnahmesession als Sänger für das neue Label fand am 26. Mai 1961 in den Bradley Film & Recording Studios in Nashville statt.
Singleton hatte am Tag vor dem Aufnahmetermin den Elvis-Film G. I. Blues im Kino gesehen und eine Vorahnung, dass Wooden Heart ein Hit werden könnte. Deshalb schlug er Dowell vor, den Song mit Ray Stevens an der Orgel und mit Jerry Kennedy (Bassgitarre) einzuspielen. Zusammen mit den Merry Melody Singers produzierte Shelby Singleton eine stimmlich der Elvis-Aufnahme stark ähnelnde Version.
Eine besondere Herausforderung für Dowell stellten die deutschen Passagen des Liedes dar, da er die Sprache überhaupt nicht beherrschte. Trotzdem erlernte er den Text innerhalb von nur drei Stunden; er berichtete darüber später: „Ein Mann namens Eddie Wilson“ kam ins Büro, um mir beizubringen, was ich singen sollte. Ich hatte keine Ahnung, was ich sang, ich habe den Text nur phonetisch gelernt.
Das Stück wurde Dowells einziger Nummer-eins-Hit; seine Aufnahme Wooden Heart (Muss I denn) stieg im August 1961 auf die Spitzenposition der Billboard Hot 100 und verkaufte sich über eine Million Mal.

## Weitere Versionen

Gus Backus - Wooden Heart

Von Muss i denn ... oder Wooden Heart existieren mindestens 42 Coverversionen. Weitere Versionen gab es unter anderem von Dave Kennedy (auf Jim Kirchsteins Cuca-Label) und von Bobbi Martin auf Coral. Bobby Vinton nahm 1975 eine Version auf, die die deutschen Zeilen durch einen polnischen Text ersetzte. 1965 sang Robert Redford einige Zeilen des Liedes in dem Film Lage hoffnungslos – aber nicht ernst (Situation Hopeless - But Not Serious). Von der US-amerikanischen Country- und Folksängerin und Songschreiberin Nanci Griffith existiert eine 2003 veröffentlichte Version auf ihrem Album „The Complete MCA Studio Recordings“.
In Deutschland erreichte Gus Backus im März 1960 mit seiner Version Rang vier der deutschen Hitparade.
Des Weiteren gibt es zwei Lieder, die als „Antwort“ auf Wooden Heart verfasst und von Frauen gesungen und veröffentlicht wurden: Linda Hall sang You Don't Have A Wooden Heart und Rhea Renee I, Too Have No Wooden Heart. Beide lehnten sich auch musikalisch an den Hit an.

## Belege
1. ↑  Ben Weisman (* 16. November 1921 in Providence/Rhode Island; † 20. Mai 2007 in Los Angeles/California) schrieb mit 57 Titeln die meisten Lieder für Elvis im Vergleich zu anderen Komponisten
2. ↑  Joseph Murrells, Million Selling Records, 1985, S. 145 f.
3. ↑  Joseph Murrells, Million Selling Records, 1985, S. 152.
4. ↑  Nach SWR-Legends of Pop (Memento vom 29. September 2007 im Internet Archive) war es der Ludwigsburger Armin Edgar Schaible, der seit 1960 Countrysänger in Nashville war
5. ↑  Fred Bronson: The Billboard Book of Number One Hits. Billboard Publications, New York 1992, ISBN 0-8230-8298-9.